# Michotamia latifascia
Michotamia latifascia là một loài ruồi trong họ Asilidae. Michotamia latifascia được Walker miêu tả năm 1857. Loài này phân bố ở miền Ấn Độ - Mã Lai.